# Andri Baldursson
Andri Baldursson (Kópavogur, Höfuðborgarsvæðið, 10 de enero de 2002) es un futbolista islandés que juega en la demarcación de centrocampista para el Kasımpaşa S. K. de la Superliga de Turquía.

## Selección nacional
Tras jugar con la selección de fútbol sub-16 de Islandia, la sub-17, la sub-18 y la sub-19, finalmente hizo su debut con la selección absoluta el 8 de septiembre de 2020. Lo hizo en un partido de la Liga de Naciones de la UEFA contra Bélgica que finalizó con un resultado de 5-1 a favor del combinado belga tras los goles de Axel Witsel, Dries Mertens, Jérémy Doku y un doblete de Michy Batshuayi para Bélgica, y de Hólmbert Fridjonsson para Islandia.

## Clubes
| Club                      | País         | Año       | Partidos | Goles |
| ------------------------- | ------------ | --------- | -------- | ----- |
| Breiðablik UBK            | Islandia     | 2018-2019 | 1        | 0     |
| Bologna F. C. 1909        | Italia       | 2020-2021 | 16       | 0     |
| F. C. Copenhague (cedido) | Dinamarca    | 2021-2022 | 8        | 0     |
| NEC Nimega (cedido)       | Países Bajos | 2022-2023 | 12       | 0     |
| IF Elfsborg (cedido)      | Suecia       | 2023-2024 | 47       | 1     |
| Bologna F. C. 1909        | Italia       | 2025      | 0        | 0     |
| Kasımpaşa S. K.           | Turquía      | 2025-     |          |       |

## Palmarés

### Títulos nacionales
| Título                 | Club             | País      | Año  |
| ---------------------- | ---------------- | --------- | ---- |
| Superliga de Dinamarca | F. C. Copenhague | Dinamarca | 2022 |